# Lac Ha! Ha!
Le lac Ha! Ha! est un plan d'eau tributaire de la rivière Ha! Ha!. Il est situé dans la municipalité de Ferland-et-Boilleau, dans la MRC Le Fjord-du-Saguenay de la région administrative Saguenay–Lac-Saint-Jean, au Québec, au Canada.
La partie sud du petit lac Ha! Ha! est desservie par la route 381 jusqu'au pont qui démarque le petit lac Ha! Ha! et le lac Ha! Ha!. Ce pont enjambe le plan d'eau à la hauteur de la presqu'île rattachée à la rive Nord, puis se dirige vers le nord-ouest en desservant la partie nord-ouest du lac. Le paysage de ce lac encaissée en les montagnes attire les adeptes de la nature.
La foresterie constitue la principale activité économique du secteur ; les activités récréotouristique, en second.
La surface du lac Ha! Ha! est habituellement gelée de la fin novembre au début avril, toutefois la circulation sécuritaire sur la glace se fait généralement de la mi-décembre à la fin mars.

## Géographie

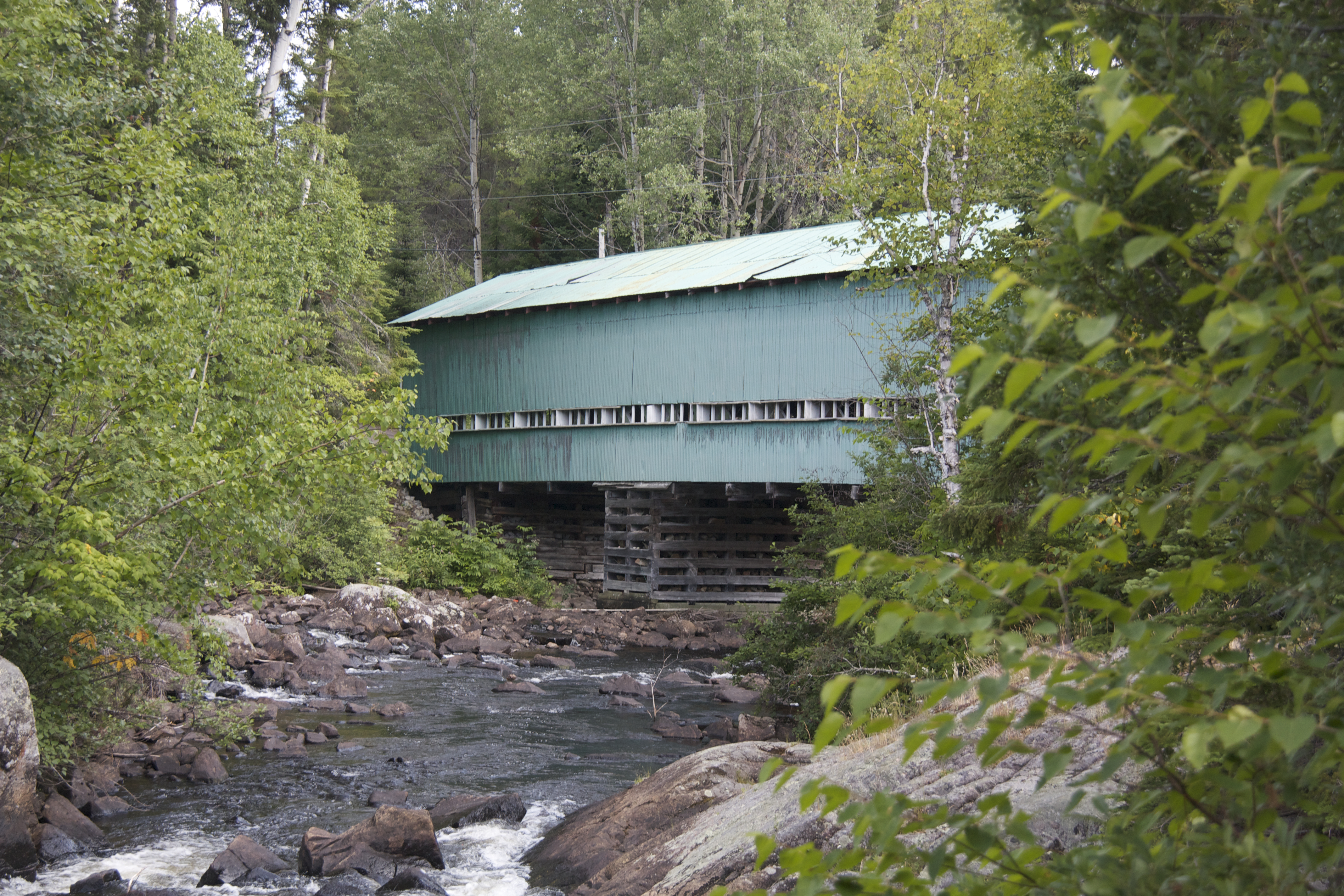
Pont du lac Ha! Ha!, toponyme officialisé le 13 décembre 1988.

Les principaux bassins versants voisins du lac Ha! Ha! sont :
- côté nord : lac Huard, rivière Ha! Ha!, bras d'Hamel, rivière des Cèdres, ruisseau des Papinachois, lac Brébeuf, lac Éternité ;
- côté est : ruisseau à John, rivière Malbaie, ruisseau Épinglette ;
- côté sud : rivière Ha! Ha!, rivière à Pierre, lac Vipère, lac Cinto, rivière à Mars Nord-Ouest ;
- côté ouest : rivière à Pierre, rivière à Mars.

Le lac Ha! Ha! comporte une longueur de 7,0 km en forme de croissant ouvert vers le nord-est dont l'extrémité sud-est s'étire sur 4,9 km vers l'est formant le petit lac Ha! Ha! qui est encaissé entre les montagnes. La largeur maximale du lac Ha! Ha! est de 1,4 km ; son altitude est de 379 m ; et sa superficie est de km2. Le lac Ha! Ha! est traversé sur 6,6 km vers le nord-ouest par le courant de la rivière Ha! Ha! jusqu'au barrage aménagé à son embouchure ; tandis que le courant de la rivière à Pierre le traverse sur 3,2 km vers le nord.
Le lac Ha! Ha! s'approvisionne de la décharge du petit lac Ha! Ha! (venant de l'ouest), de la rivière Ha! Ha! (venant du sud-est), de deux ruisseaux non identifiés et de la rivière à Pierre (venant de l'Ouest).
Le barrage à l'embouchure du lac est situé à :
- 2,7 km au sud du centre du village de Boileau (Québec) ;
- 3,2 km au sud-ouest du lac Huard ;
- 28,1 km au sud-est de la confluence de la rivière Ha! Ha! et de la baie des Ha! Ha! (Saguenay–Lac-Saint-Jean) ;
- 43,2 km au sud-est du centre-ville de Saguenay (ville) ;
- 73,7 km au nord-ouest du centre-ville de Baie-Saint-Paul.

À partir du barrage aménagé à l'embouchure du lac, le courant descend la rivière Ha! Ha! sur 34,8 km vers le nord-ouest, transverse la baie des Ha! Ha! (Saguenay–Lac-Saint-Jean) sur 10,7 km vers le nord-est, puis descend vers l'est la rivière Saguenay sur 87 km jusqu'à Tadoussac où cette dernière rivière se déverse dans le fleuve Saint-Laurent.

## Toponymie
Le spécifique « Ha! Ha! » engendre plusieurs interprétations selon les sources consultés. Une interprétation populaire l'associe à une exclamation indiquant l'ironie ou l'onomatopée du rire. Il est généralement reconnu par les historiens qu'il s'agit plutôt d'une dénomination descriptive. Ce spécifique dériverait du mot français haha signifiant «un obstacle inattendu sur un chemin ». Ce terme identifie un fossé au bout d'une allée qui barre un passage. Ce terme est en usage dans le vocabulaire militaire, car il décrit un fossé situé à la poterne ou à l'entrée d'une fortification, empêchant ainsi le passage. Par ailleurs, le récollet Gabriel Sagard (baptisé Théodat) a publié le Dictionnaire de la langue huronne (Paris, 1632), à la suite d'un séjour de dix mois du frère en Huronnie, de 1623 à 1624, dans lequel est répertorié le substantif Háhattey, signifiant « chemin, voie ou adresse ».
Le toponyme « lac Ha! Ha! » a été officialisé le 5 décembre 1968 par la Commission de toponymie du Québec.